# Spirontocaris brevidigitata
Spirontocaris brevidigitata is een garnalensoort uit de familie van de Hippolytidae. De wetenschappelijke naam van de soort is voor het eerst geldig gepubliceerd in 1935 door Kobjakova.